# Општина Чајетина
Општина Чајетина је општина у Златиборском округу у западном делу Републике Србије. Општина заузима површину од 647 km² (од чега на пољопривредну површину отпада 37.469 ha, а на шумску 21.555 ha).
Седиште општине је насеље Чајетина. Општина Чајетина се састоји од 24 насеља. Према подацима са последњег пописа 2022. године у општини је живело 14.585 становника (према попису из 2011. било је 14.745 становника). У општини се налазе 3 матичне основне школе са укупно 13 издвојених одељења и 1 средња школа.

## Географија
Општина Чајетина је смештена на југозападу Србије, на граници са Босном и Херцеговином (Република Српска). На северу се граничи са градом Ужицем, на истоку са општином Ариље, на југоистоку са општином Нова Варош, а на југу са општином Прибој. Површина општине је 647 km² а густина насељености је 22,8 становника на km2.
Терен општине је углавном изграђен од серпентина, а велику распрострањеност имају и кречњаци у доломити средњег и горњег тријаса.
Планина Златибор се простире између 43° 31' N и 43° 51' N, и између 19° 28' E и 19° 56' E. Општина Чајетина обухвата само централне дијелове Златибора. Просечна надморска висина је 1000 m, а највећа 1496 m (Торник).
Већина територије је брдско планинска, а насељена је између 600 и 1100 m надморске висине. Клима је умјереноконтинентална, али је изражен и утицај планинске климе. Лета су блага, а зиме су умерено хладне. Количина падавина је мала и износи у просеку 990 mm годишње.
Под шумом је 21.555 ha општинске територије (око 33,3% укупне површине), а најзаступљенији су црни и бели бор, смрча и јела.
Због геолошког састава терена, подручје је богато изворима, али и подземним водама. Подземне воде су нарочито присутне у насељу Златибор и његовој околини.

## Становништво
Становништво Златибора, као и читавог ужичког краја, је досељеничко. Мало је породица које ту живе дуже од двеста година. Највећи део становништва се доселио из Херцеговине, Црне Горе и Новопазарског санџака у 18. и 19. веку.
Постоје пописи становништва из ранијих периода али су неприкладни за поређење са новијим, због промене територијалне организације села, општина и срезова. Подаци по пописима после Другог светског рата, односно од 1948, пружају увид у неке важније промене у становништву.
По попису из 2002. општина је имала 15.628 становника у 5.146 домаћинстава, тј просечно 3 члана по домаћинству. На попису из 2011. било је 14.745 становника.
У послератном периоду највећи број становника био је на попису из 1953. године (21.529). У два насеља градског типа у овом периоду дошло је до повећања броја становника — у Чајетини (за 486%) и Златибору (за 2073,9%, што је највеће повећање у читавом Златиборском округу). Једино село које је у истом периоду имало повећање броја становника је Мачкат (126%). У свим осталим селима је забележен пад броја становника. Пад броја становника је нарочито изражен у мање развијеним селима, у којима су остала углавном старачка домаћинства. Због негативног природног прираштаја општина је у буџету за 2013. годину повећала износ средстава за помоћ породиљама, а пружа и финансијску помоћ за вантелесну оплодњу.
| Демографија | Демографија | Демографија |
| Година      | Становника  | Становника  |
| ----------- | ----------- | ----------- |
| 1948.       | 20.266      |             |
| 1953.       | 21.529      |             |
| 1961.       | 20.716      |             |
| 1971.       | 19.224      |             |
| 1981.       | 17.098      |             |
| 1991.       | 15.996      | 15.914      |
| 2002.       | 15.628      | 15.765      |
| 2011.       | 14.745      |             |
| 2022.       | 14.585      |             |

Веома је неповољна старосна структура становништва општине. Просечна старост је 42,3 године. По демографским критеријима то означава дубоку демографску старост што је веома неповољно за обнављање становништва. Млађих од 14 година има 14,5%, а старијих од 65 је 20,3%. У неким селима старији од 65 година чине половину становништва.
Неписмених изнад 10 година је 6,14%. Међу неписменима је највише старијих изнад 65 година живота (87,1% од укупног броја неписмених), а међу њима је опет највише жена (82,2%)
Сеоско становништво чини скоро две трећине (64%), а градско незнатно више од једне трећине (36%) укупног становништва општине.
По националном и етничком саставу огромну већину чине Срби (14.440) а потом следе Црногорци (36), Хрвати (13), Македонци (7), Мађари (6), Горанци (6), уз известан број неопредељених (65) и оних чије је етничко порекло непознато (147).
Српски језик је матерњи за 98,65% становништва.
| Етнички састав према попису из 2011.‍ | Етнички састав према попису из 2011.‍ | Етнички састав према попису из 2011.‍ | Етнички састав према попису из 2011.‍ | Етнички састав према попису из 2011.‍ |
| ------------------------------------ | ------------------------------------ | ------------------------------------ | ------------------------------------ | ------------------------------------ |
|                                      |                                      |                                      |                                      |                                      |
| Срби                                 | Срби                                 |                                      | 14.440                               | 97,93%                               |
| Црногорци                            | Црногорци                            |                                      | 36                                   | 0,24%                                |
| Хрвати                               | Хрвати                               |                                      | 13                                   | 0,09%                                |
| Македонци                            | Македонци                            |                                      | 7                                    | 0,05%                                |
| Мађари                               | Мађари                               |                                      | 6                                    | 0,04%                                |
| Горанци                              | Горанци                              |                                      | 6                                    | 0,04%                                |
| Југословени                          | Југословени                          |                                      | 5                                    | 0,03%                                |
| Муслимани                            | Муслимани                            |                                      | 3                                    | 0,02%                                |
| Бошњаци                              | Бошњаци                              |                                      | 2                                    | 0,01%                                |
| Буњевци                              | Буњевци                              |                                      | 2                                    | 0,01%                                |
| Роми                                 | Роми                                 |                                      | 1                                    | 0,006%                               |
| Руси                                 | Руси                                 |                                      | 1                                    | 0,006%                               |
| Словаци                              | Словаци                              |                                      | 1                                    | 0,006%                               |
| Словенци                             | Словенци                             |                                      | 1                                    | 0,006%                               |
| Украјинци                            | Украјинци                            |                                      | 1                                    | 0,006%                               |
| остали                               | остали                               |                                      | 8                                    | 0,05%                                |
| неизјашњени                          | неизјашњени                          |                                      | 65                                   | 0,44%                                |
| непознато                            | непознато                            |                                      | 147                                  | 0,99%                                |
| укупно: 14.745                       |                                      |                                      |                                      |                                      |

## Насеља
У општини Чајетина се налазе 24 насељена мјеста: Чајетина (седиште општине), Златибор, Семегњево, Сирогојно, Рожанство, Доброселица, Јабланица, Стубло, Раковица, Љубиш, Саиновина, Шљивовица, Бранешци, Гостиље, Алин Поток, Мушвете, Голово, Рудине, Крива Река, Мачкат, Трипкова, Дренова, Жељине и Трнава.
У општини постоје и три туристичка насеља — Рибница, Смиљанића Закос и Водице, која немају карактер сталне насељености, мада у периоду туристичке сезоне у њима борави велики број људи.
| Насеље      | Број становника (1991) | Број становника (2002) |
| ----------- | ---------------------- | ---------------------- |
| Чајетина    | 2585                   | 3162                   |
| Златибор    | 1668                   | 2344                   |
| Крива Река  | 1219                   | 1135                   |
| Јабланица   | 1176                   | 924                    |
| Саиновина   | 752                    | 810                    |
| Мачкат      | 636                    | 806                    |
| Сирогојно   | 844                    | 763                    |
| Бранешци    | 773                    | 744                    |
| Љубиш       | 867                    | 705                    |
| Шљивовица   | 645                    | 573                    |
| Рожанство   | 532                    | 457                    |
| Доброселица | 540                    | 405                    |
| Трипкова    | 492                    | 372                    |
| Гостиље     | 478                    | 344                    |
| Семегњево   | 412                    | 300                    |
| Трнава      | 311                    | 282                    |
| Мушвете     | 306                    | 277                    |
| Алин Поток  | 326                    | 244                    |
| Стубло      | 302                    | 214                    |
| Голово      | 299                    | 212                    |
| Рудине      | 191                    | 159                    |
| Жељине      | 226                    | 153                    |
| Дренова     | 188                    | 135                    |
| Раковица    | 146                    | 108                    |

## Општинска власт
После локалних избора у Србији 2016, 31 одборничко место у општинској скупштини распоређено је на следећи начин: :
| Партија                 | Одб. места |
| ----------------------- | ---------- |
| ДСС —СНП—ПУПС           | 21         |
| Српска напредна странка | 7          |
| ГГ „Златиборски поглед" | 3          |

Милан Стаматовић, члан Демократске странке Србије је након избора по пети пут изабран за председника општине Чајетина.
Председник СО Милан Стаматовић из Демократске странке Србије.

## Историја
Главни чланак: Историја Златибора
Златибор је био одувијек насељен. У праисторији овде су живели Илири, затим долазе Римљани, па Словени. Прво познато име овог краја било је Рујно.
Постоје и остаци праисторијских насеља, то су Чајетинска и Шљивовачка градина. Чајетинска градина имала је велики значај у доба Римљана. На Шљивовачкој градини налазило се илирско утврђење лоцирано на усамљеном купастом брду чија је висина око 900 m. Због своје неприступачности, одличног прегледа, добре воде и плодног Бранешког поља, то је било идеално место за изградњу утврђења.
Први познати документ који помиње Чајетину потиче из 1815, а ради се о писму Јована Мићића кнезу Милошу. Име Чајетина вероватно потиче од речи чајати или чајити, што је у локалном говору значило чекати.

## Привреда
На Златибору је од пољопривреде најразвијеније сточарство. Пространи пашњаци су погодни за гајење оваца и говеда. Чувени су џемпери од овчије вуне из Сирогојна. Ратарство је слабије развијено. Од воћа се највише гаје малине и шљиве. Занатство је највише развијено у Рожанству, гдје још увијек качари праве чувене рожањске каце за кајмак и сир, првенствено за потребе туризма. Прерада меса је најразвијенија у Мачкату, где се, између осталог, прави чувена златиборска пршута. Чувени су и остали златиборски специјалитети, пре свих млијечни производи, највише кајмак и сир.
Некада је основни начин преживљавања на Златибору био кириџилук, тј. продавање луча из златиборских борова. Кириџије су, са својим караванима, ишли преко целе Шумадије, чак до Саве и Дунава, а своју робу су миењали за прехрамбене производе, углавном житарице.
Индустрија је највише развијена у Бранешком пољу. Тамо се налазе Индустријски погон за прераду дрвета „Бор“, погон за производњу делова за моторе Индустрије мотора из Раковице, Фабрика хемијских оловака „Биарт“, Југоекспорт „Златибор ДД“ силоси жита.

### Туризам
Најважнија и најразвијенија привредна грана је туризам, а са њим и угоститељство, саобраћај и трговина. Златибор има веома повољан положај — налази се на пола пута од Београда до црногорског приморја, преко њега иду неки важни магистрални путеви и пруге. На Златибору је посебно развијен зимски туризам. Годишње се оствари 1.000.000 ноћења са око 250.000 посетилаца.
Један од најзначајнијих туристичких објеката на Златибору је и Музеј „Старо село“ у Сирогојну. Остали туристички потенцијали општине су Стопића пећина, Рибница са ски центром Торник, Водице, Трипкова, Мачкат, Крива река, Водопад у Гостиљу и други.

## Култура
На простору општине организују се многа културолошка догађања. Свакако најпознатији су Златиборска хајка на вука и Сабор трубача југозападне Србије. Музеј Старо село у Сирогојну је скупина старих златиборских кућа. Овај музеј се налази под ведрим небом. То је етно-село које се састоји од великог броја старих кућа донетих са свих страна Златибора. Етно-село је саграђено 1979, на 4,5 ha површине.
Библиотека у Чајетини је основана 1904. а данас носи име Љубише Р. Ђенића, који је као дугогодишњи радник дао највећи допринос раду библиотеке. Књижевни фонд библиотеке је око 50.000 књига.
У Чајетини делује и Културно уметничко друштво „Златибор“ чији је рад обновљен 1996. године након вишегодишње паузе.

## Знаменити Чајетинци
- Љубивоје Ршумовић, (Љубиш, 3. јул 1939), српски песник, познат по својој поезији за децу;
- Димитрије Туцовић, (1881 — 1914), истакнути вођа и теоретичар социјалистичког покрета у Србији;
- Крста Смиљанић, (Љубиш, 17/29. децембар 1868 — Београд, 14. мај 1944), армијски генерал, бан Зетске бановине 1929—1931;
- Михаило Т. Смиљанић, златиборски прота и народни посланик Златиборског среза;
- Милош Поповић, (1876 — 1954), начелник Министарства социјалне политике и управник Клиничких болница у Београду, председник Црвеног крста Југославије.
- Миладин Пећинар, (Љубиш, 17. март 1893 — Београд, 5. јун 1973), инжењер грађевинарства, професор универзитета и академик САНУ.
- Јован Мићић, (1785 — 1844), златиборски хајдук и један од бораца у Првом српском устанку, после Другог српског устанка близак пријатељ Милоша Обреновића и владар ужичке нахије.
- Драгутин Буквић, (Очка Гора код Чајетине, 28. фебруар 1885 — Очка Гора код Чајетине, 23. јул 1960), револуционар и синдикални активиста.
- Аксентије Бацетовић, (27. фебруар 1860 — 16. јун 1905), српски обавештајац у Бугарској, Аустроугарској и Турској и четнички војвода у Старој Србији и Македонији почетком 20. века;
- Љубиша Р. Ђенић, (1914—1977), српски хроничар и историчар;
- Милован Рајевац, (рођен 2. јануара 1954. у Чајетини), бивши фудбалер, данас фудбалски тренер;